# ボビー・ベア
ボビー・ベア（英語: Bobby Bare、1935年4月7日 - ）は、アメリカ合衆国のシンガーソングライター、ギタリスト。

## 生い立ち
1935年4月7日、アメリカ合衆国のオハイオ州に生まれる。

## ディスコグラフィー

### アルバム
- 『500 Miles Away from Home』（1963年）
- 『The Travelin' Bare』（1964年）
- 『Constant Sorrow』（1965年）
- 『Talk Me Some Sense』（1966年）
- 『The Streets of Baltimore』（1966年）
- 『This I Believe』（1966年）
- 『A Bird Named Yesterday』（1967年）
- 『"(Margie's At) The Lincoln Park Inn" and Other Controversial Songs』（1969年）
- 『This Is Bare Country』（1970年）
- 『The Real Thing』（1971年）
- 『Where Have All the Seasons Gone』（1971年）
- 『I Need Some Goog News Bad』（1971年）
- 『What Am I Gonna Do』（1972年）
- 『I Hate Goodbyes/Ride Me Down Easy』（1973年）
- 『Bobby Bare Sings Lullabys, Legends and Lies』（1973年）
- 『Hard Time Hungrys』（1975年）
- 『Cowboys and Daddys』（1975年）
- 『The Winner and the Losers』（1976年）
- 『Me and McDille』（1977年）
- 『Bare』（1978年）
- 『Sleeper Wherever I Fall』（1978年）
- 『Down & Dirty』（1980年）
- 『Drunk & Crazy』（1980年）
- 『As Is』（1981年）
- 『Ain't Got Nothin' to Lose』（1982年）
- 『Drinkin' from the Bottle, Singin' from the Heart』（1983年）
- 『Merry Christmas from Bobby Bare』（1988年）
- 『Fishin' Songs』（1989年）
- 『I Love an Old Fashioned Christmas』（1993年）
- 『The Moon Was Blue』（2005年）
- 『Darker Than Light』（2012年）
- 『Things Change』（2017年）
- 『Great American Saturday Night』（2020年）